# Christoph Brutschin
Christoph Brutschin (* 21. Februar 1958) ist ein Schweizer Politiker (SP). Er war von 2009 bis 2021 Mitglied des Regierungsrates des Kantons Basel-Stadt. 

## Leben
Christoph Brutschin ist Wirtschaftswissenschaftler. Vor seinem Antritt als Regierungsrat arbeitete Christoph Brutschin als Lehrer bzw. Rektor an der Handelsschule KV Basel.
Brutschin wurde 1992 in den Grossen Rat von Basel-Stadt gewählt, dem er bis 2005 angehörte. Ab 2001 amtete er dort auch als Vizepräsident seiner Fraktion. Von 2000 bis 2009 war Brutschin Mitglied des Bankrates der Basler Kantonalbank. Er gehörte zudem von 2004 bis 2009 der Geschäftsleitung der kantonalen SP an. Im Jahre 2008 wurde Brutschin zusammen mit Hans-Peter Wessels als Nachfolger der Parteigenossen Barbara Schneider und Ralph Lewin in den Regierungsrat gewählt. Dort amtet Brutschin als Vorsteher des Departements für Wirtschaft, Soziales und Umwelt (WSU). Im Januar 2020 kündigte Brutschin seinen Rücktritt auf das Ende der laufenden Legislaturperiode an.
Brutschin ist verheiratet und hat eine Tochter.